# Centro Democrático de Andorra
O Centro Democrático de Andorra (em catalão: Centre Demòcrata Andorrà) é um partido político de Andorra.
Nas eleições de 2005, em coalizão com o partido Seculo 21, conseguiu 2 das 28 cadeiras do Parlamento (total de 11% dos votos).